# 1934-es labdarúgó-világbajnokság-selejtező
Az 1934-es labdarúgó-világbajnokság selejtezőire 32 ország válogatottja adta be nevezését, a végső tornán azonban csak 16 csapat vehetett részt. Először fordult elő, hogy selejtezősorozat döntött a részt vevő nemzetek rangsoráról. A címvédő Uruguay automatikusan résztvevője lett volna a tornának, azonban visszaléptek. Mindezt azzal indokolták, amiért sok európai válogatott nem utazott el az 1930-as uruguayi vb-re. A házigazda Olaszországnak selejtezőt kellett játszania. Ez volt az első és egyetlen alkalom, amikor a rendező is elindult a selejtezőkben.
A FIFA a 32 országot 12 csoportba osztotta a következő területi elvek szerint:
- 1-8. csoport: Európa; 21 ország 12 továbbjutó helyre.
- 9-11, csoport: Amerika; 8 ország 3 továbbjutó helyre.
- 13. csoport: Afrika és Ázsia; 3 ország 1 továbbjutó helyre.

Végül 28 ország válogatottja lépett pályára, összesen 27 mérkőzést rendeztek, ezeken 141 gól esett.

## Csoportok
A 12 csoportban különféle szabályok szerint választották ki a továbbjutókat:
- 1. csoport: Ebben a csoportban 3 csapat volt. A csoporton belül egyszer játszottak a csapatok. A csoportgyőztes kvalifikálta magát a döntőre.
- 2., 3., 5. csoport: Kétcsapatos csoportok, ahol oda-visszavágós mérkőzésen döntöttek a továbbjutóról.Itt négy csapat volt, mindenki egyszer játszott mindenkivel. A csoport első két helyezettje kvalifikálta magát a döntőre.
- 4. csoport:  Ebben a csoportban 3 csapat volt. A csoporton belül oda-visszavágós rendszerben játszottak a csapatok. A csoportgyőztes és a második helyezett kvalifikálta magát a döntőre.
- 6., 7., 8. csoport: Ebben a csoportban 3 csapat volt. A csoporton belül oda-visszavágós rendszerben játszottak a csapatok. A csoportgyőztes és a második helyezett kvalifikálta magát a döntőre.
- 9., 10. csoport: Ezekben a csoportokban 2 csapat volt. A csoportgyőztesek kvalifikálták magukat a döntőre.
- 11. csoport: Négycsapatos csoport, három fordulóban rendezték meg a selejtezőket. A csoportgyőztes kvalifikálta magát a döntőre.
  - Első forduló: Haiti 3 mérkőzést játszott hazai pályán Kuba ellen. A győztes a második fordulóba jutott.
  - Második forduló: Mexikó 3 mérkőzést játszott hazai pályán az első forduló győztese ellen. A győztes a harmadik fordulóba jutott.
  - Harmadik forduló: Az USA 1 mérkőzést játszott a harmadik forduló győztese ellen. A győztes kvalifikálta magát a döntőre.
- 12. csoport: Háromcsapatos csoport, de Törökország a sorozat megkezdése előtt visszalépett, így a maradék két csapat oda-visszavágós rendszerben játszott, a győztes kvalifikálta magát a döntőre.

### 1. csoport
|   | Csapat     | Pont | M | Gy | D | V | G+ | G- |
| - | ---------- | ---- | - | -- | - | - | -- | -- |
| 1 | Svédország | 4    | 2 | 2  | 0 | 0 | 8  | 2  |
| 2 | Litvánia   | 0    | 1 | 0  | 0 | 1 | 0  | 2  |
| 3 | Észtország | 0    | 1 | 0  | 0 | 1 | 2  | 6  |

| Időpont          | Helyszín  |            | Eredmény |            |
| ---------------- | --------- | ---------- | -------- | ---------- |
| 1933. június 11. | Stockholm | Svédország | 6 – 2    | Észtország |
| 1933. június 29. | Kaunas    | Litvánia   | 0 – 2    | Svédország |

Az Észtország-Litvánia mérkőzést nem játszották le, mivel már egyik együttes sem tudott volna kijutni a világbajnokságra.
Svédország kvalifikálta magát a világbajnokságra.

### 2. csoport
|   | Csapat        | Pont | M | Gy | D | V | G+ | G- |
| - | ------------- | ---- | - | -- | - | - | -- | -- |
| 1 | Spanyolország | 4    | 2 | 2  | 0 | 0 | 11 | 1  |
| 2 | Portugália    | 0    | 2 | 0  | 0 | 2 | 1  | 11 |

| Időpont           | Helyszín  |               | Eredmény |               |
| ----------------- | --------- | ------------- | -------- | ------------- |
| 1934. március 11. | Madrid    | Spanyolország | 9 – 0    | Portugália    |
| 1934. március 18. | Lisszabon | Portugália    | 1 – 2    | Spanyolország |

Spanyolország kvalifikálta magát a világbajnokságra.

### 3. csoport
|   | Csapat      | Pont | M | Gy | D | V | G+ | G- |
| - | ----------- | ---- | - | -- | - | - | -- | -- |
| 1 | Olaszország | 2    | 1 | 1  | 0 | 0 | 4  | 0  |
| 2 | Görögország | 0    | 1 | 0  | 0 | 1 | 0  | 4  |

| Időpont           | Helyszín |             | Eredmény |             |
| ----------------- | -------- | ----------- | -------- | ----------- |
| 1934. március 25. | Milánó   | Olaszország | 4 – 0    | Görögország |

Olaszország kvalifikálta magát a világbajnokságra, mivel Görögország az első mérkőzés után visszalépett.

### 4. csoport
|   | Csapat       | Pont | M | Gy | D | V | G+ | G- |
| - | ------------ | ---- | - | -- | - | - | -- | -- |
| 1 | Magyarország | 4    | 2 | 2  | 0 | 0 | 8  | 2  |
| 2 | Ausztria     | 2    | 1 | 0  | 0 | 1 | 6  | 1  |
| 3 | Bulgária     | 0    | 3 | 0  | 0 | 3 | 3  | 14 |

| Időpont           | Helyszín |              | Eredmény |              |
| ----------------- | -------- | ------------ | -------- | ------------ |
| 1934. március 25. | Szófia   | Bulgária     | 1 – 4    | Magyarország |
| 1934. április 25. | Bécs     | Ausztria     | 6 – 1    | Bulgária     |
| 1934. április 29. | Budapest | Magyarország | 4 – 1    | Bulgária     |

Bulgária visszalépett, az Ausztria-Magyarország mérkőzéseket pedig nem játszották le, mivel mindkét együttes kijutott a világbajnokságra.
Magyarország és Ausztria kvalifikálta magát a világbajnokságra.

### 5. csoport
|   | Csapat        | Pont | M | Gy | D | V | G+ | G- |
| - | ------------- | ---- | - | -- | - | - | -- | -- |
| 1 | Csehszlovákia | 4    | 2 | 2  | 0 | 0 | 4  | 1  |
| 2 | Lengyelország | 0    | 2 | 0  | 0 | 2 | 1  | 4  |

| Időpont           | Helyszín |               | Eredmény |               |
| ----------------- | -------- | ------------- | -------- | ------------- |
| 1933. október 15. | Varsó    | Lengyelország | 1 – 2    | Csehszlovákia |
| 1934. március 15. | Prága    | Csehszlovákia | 2 – 0    | Lengyelország |

Csehszlovákia kvalifikálta magát a világbajnokságra, mivel Lengyelország az első mérkőzés után visszalépett..

### 6. csoport
|   | Csapat      | Pont | M | Gy | D | V | G+ | G- |
| - | ----------- | ---- | - | -- | - | - | -- | -- |
| 1 | Svájc       | 3    | 2 | 1  | 1 | 0 | 4  | 2  |
| 2 | Románia     | 2    | 2 | 1  | 0 | 1 | 2  | 3  |
| 3 | Jugoszlávia | 1    | 2 | 0  | 1 | 1 | 3  | 4  |

| Időpont              | Helyszín |             | Eredmény |             |
| -------------------- | -------- | ----------- | -------- | ----------- |
| 1933. szeptember 24. | Belgrád  | Jugoszlávia | 2 – 2    | Svájc       |
| 1933. október 29.    | Bern     | Svájc       | 2 – 0    | Románia     |
| 1934. április 29.    | Bukarest | Románia     | 2 – 1    | Jugoszlávia |

A Svájc–Románia találkozót eredményét 2–0 arányban Svájc javára ítélte a FIFA, mert a románoknál jogosulatlanul szerepelt egy játékos.
Svájc és Románia kvalifikálta magát a világbajnokságra.

### 7. csoport
|   | Csapat          | Pont | M | Gy | D | V | G+ | G- |
| - | --------------- | ---- | - | -- | - | - | -- | -- |
| 1 | Hollandia       | 4    | 2 | 2  | 0 | 0 | 9  | 4  |
| 2 | Belgium         | 1    | 2 | 0  | 1 | 1 | 6  | 8  |
| 3 | Ír Szabad Állam | 1    | 2 | 0  | 1 | 1 | 6  | 9  |

| Időpont           | Helyszín   |                 | Eredmény |                 |
| ----------------- | ---------- | --------------- | -------- | --------------- |
| 1934. február 25. | Dublin     | Ír Szabad Állam | 4 – 4    | Belgium         |
| 1934. április 8.  | Amszterdam | Hollandia       | 5 – 2    | Ír Szabad Állam |
| 1934. április 29. | Brüsszel   | Belgium         | 2 – 4    | Hollandia       |

Belgium és Hollandia kvalifikálta magát a világbajnokságra. Belgium jobb gólkülönbségének köszönhetően előzte meg az Ír Szabad Államot.

### 8. csoport
|   | Csapat        | Pont | M | Gy | D | V | G+ | G- |
| - | ------------- | ---- | - | -- | - | - | -- | -- |
| 1 | Németország   | 2    | 1 | 1  | 0 | 0 | 4  | 2  |
| 2 | Franciaország | 2    | 1 | 1  | 0 | 0 | 6  | 1  |
| 3 | Luxemburg     | 0    | 2 | 0  | 0 | 2 | 2  | 15 |

| Időpont           | Helyszín  |           | Eredmény |               |
| ----------------- | --------- | --------- | -------- | ------------- |
| 1934. március 11. | Luxemburg | Luxemburg | 1 – 9    | Németország   |
| 1934. április 15. | Luxemburg | Luxemburg | 1 – 6    | Franciaország |

A Németország-Franciaország mérkőzést nem játszották le, mivel mindkét együttes kijutott a világbajnokságra.
Németország és Franciaország kvalifikálta magát a világbajnokságra.

### 9. csoport
Peru visszalépett, így Brazília automatikusan kijutott a világbajnokságra.

### 10. csoport
Chile visszalépett, így Argentína automatikusan kijutott a világbajnokságra.

### 11. csoport

#### Első forduló
|   | Csapat | Pont | M | Gy | D | V | G+ | G- |
| - | ------ | ---- | - | -- | - | - | -- | -- |
| 1 | Kuba   | 5    | 3 | 2  | 1 | 0 | 10 | 2  |
| 2 | Haiti  | 1    | 3 | 0  | 1 | 2 | 2  | 10 |

| Időpont          | Helyszín       |       | Eredmény |      |
| ---------------- | -------------- | ----- | -------- | ---- |
| 1934. január 28. | Port-au-Prince | Haiti | 1 – 3    | Kuba |
| 1934. február 1. | Port-au-Prince | Haiti | 1 – 1    | Kuba |
| 1934. február 4. | Port-au-Prince | Haiti | 0 – 6    | Kuba |

#### Második forduló
|   | Csapat | Pont | M | Gy | D | V | G+ | G- |
| - | ------ | ---- | - | -- | - | - | -- | -- |
| 1 | Mexikó | 6    | 3 | 3  | 0 | 0 | 12 | 3  |
| 2 | Kuba   | 0    | 3 | 0  | 0 | 3 | 3  | 12 |

| Időpont           | Helyszín    |        | Eredmény |      |
| ----------------- | ----------- | ------ | -------- | ---- |
| 1934. március 4.  | Mexikóváros | Mexikó | 3 – 2    | Kuba |
| 1934. március 11. | Mexikóváros | Mexikó | 5 – 0    | Kuba |
| 1934. március 18. | Mexikóváros | Mexikó | 4 – 1    | Kuba |

#### Harmadik forduló
|   | Csapat           | Pont | M | Gy | D | V | G+ | G- |
| - | ---------------- | ---- | - | -- | - | - | -- | -- |
| 1 | Egyesült Államok | 2    | 1 | 1  | 0 | 0 | 4  | 2  |
| 2 | Mexikó           | 0    | 1 | 0  | 0 | 1 | 2  | 4  |

| Időpont         | Helyszín |                  | Eredmény |        |
| --------------- | -------- | ---------------- | -------- | ------ |
| 1934. május 24. | Róma     | Egyesült Államok | 4 – 2    | Mexikó |

Az USA kvalifikálta magát a világbajnokságra.

### 12. csoport
|   | Csapat                   | Pont         | M | Gy | D | V | G+ | G- |
| - | ------------------------ | ------------ | - | -- | - | - | -- | -- |
| 1 | Egyiptom                 | 4            | 2 | 2  | 0 | 0 | 11 | 2  |
| 2 | Palesztina/Izrael Földje | 0            | 2 | 0  | 0 | 2 | 2  | 11 |
| - | Törökország              | visszalépett |   |    |   |   |    |    |

| Időpont           | Helyszín |                          | Eredmény |                          |
| ----------------- | -------- | ------------------------ | -------- | ------------------------ |
| 1934. március 16. | Kairó    | Egyiptom                 | 7 – 1    | Palesztina/Izrael Földje |
| 1934. április 6.  | Tel-Aviv | Palesztina/Izrael Földje | 1 – 4    | Egyiptom                 |

Egyiptom kvalifikálta magát a világbajnokságra.

## Továbbjutó országok
| Válogatott       | Világbajnoki szereplések | Egymás utáni világbajnoki szereplés | Utolsó világbajnoki szereplés |
| ---------------- | ------------------------ | ----------------------------------- | ----------------------------- |
| Argentína        | 2.                       | 2                                   | 1930                          |
| Ausztria         | 1.                       | 1                                   | –                             |
| Belgium          | 2.                       | 2                                   | 1930                          |
| Brazília         | 2.                       | 2                                   | 1930                          |
| Csehszlovákia    | 1.                       | 1                                   | –                             |
| Egyiptom         | 1.                       | 1                                   | -                             |
| Franciaország    | 2.                       | 2                                   | 1930                          |
| Németország      | 1.                       | 1                                   | –                             |
| Magyarország     | 1.                       | 1                                   | –                             |
| Olaszország (r)  | 1.                       | 1                                   | –                             |
| Hollandia        | 1.                       | 1                                   | –                             |
| Románia          | 2.                       | 2                                   | 1930                          |
| Spanyolország    | 1.                       | 1                                   | -                             |
| Svédország       | 1.                       | 1                                   | -                             |
| Svájc            | 1.                       | 1                                   | -                             |
| Egyesült Államok | 2.                       | 2                                   | 1930                          |

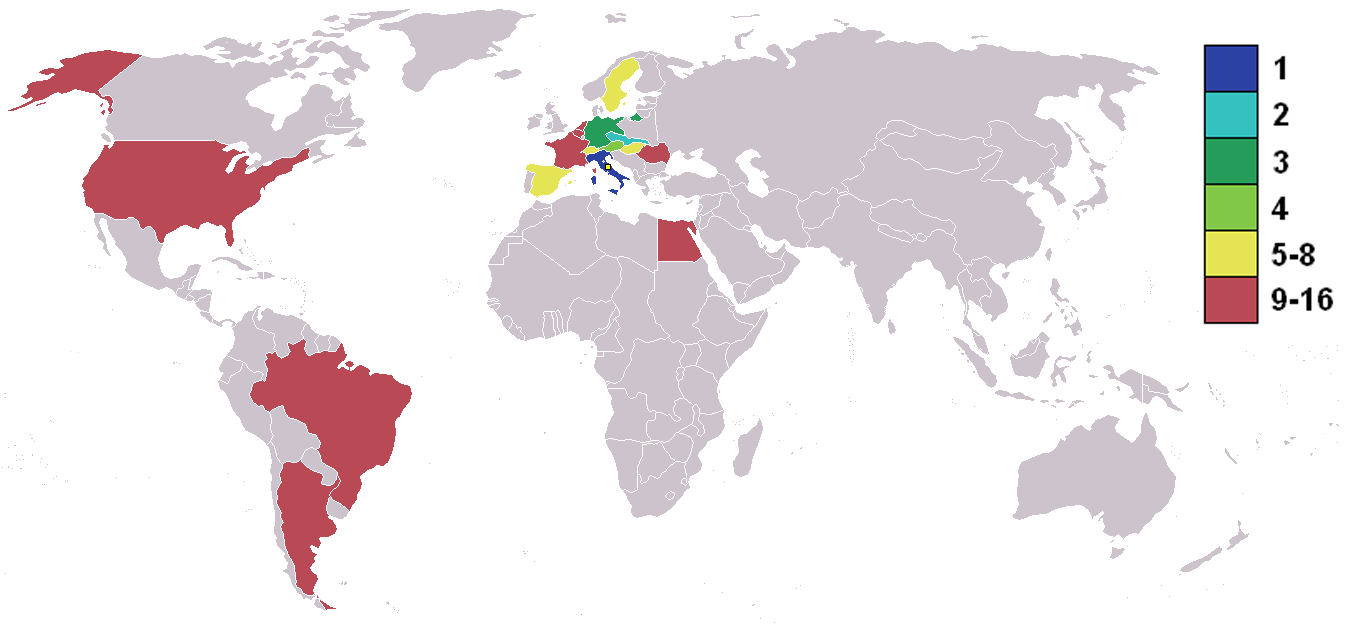
Részt vevő országok

(r) - rendezőként automatikus résztvevő

## Érdekességek
- Az USA-Mexikó mérkőzés mindössze 3 nappal a világbajnokság kezdetet előtt lett lejátszva Rómában, Olaszországban. Az USA túl későn nevezett a selejtezőkre, ezért kellett az utolsó pillanatokban eldönteni a továbbjutás sorsát. Ekkoriban hajóval utaztak a csapatok és az út Amerika és Európa között 15 napig tartott.

## Külső hivatkozások
- Az 1934-es VB selejtezői a FIFA honlapján Archiválva 2008. szeptember 13-i dátummal a Wayback Machine-ben
- Az 1934-es VB selejtezői a RSSSF honlapján